# مایگونیس والدمان
مایگونیس والدمان (انگلیسی: Maigonis Valdmanis؛ ۸ سپتامبر ۱۹۳۳ – ۳۰ اکتبر ۱۹۹۹) ورزشکار بسکتبال اهل اتحاد جماهیر شوروی سوسیالیستی بود.
وی همچنین برندهٔ جوایزی همچون نشان پرچم سرخ کار شده‌است.
وی در مسابقات کشوری و بین‌المللی در مجموع برندهٔ ۳ مدال طلا، ۳ مدال نقره شده‌است.